# XCMG
XCMG je světový výrobce stavebních strojů. Sídlí v čínském městě Sü-čou.

## Historie
Firmy XCMG byla založena roku 1989 v Číně a v roce 2011 již patřila mezi předních 7 výrobců stavební techniky.

## Produkty
- Čelní kolové nakladače
- Buldozery
- jeřáby: mobilní, pásové i jeřáby pro vrtné plošiny
- Betonárny
- Bagry
- Grejdry
- nástavby nákladních automobilů: domíchávače betonu, vozy pro svoz a recyklaci odpadu

## XCMG v České republice
V České republice jsou dostupné především čelní kolové nakladače, vibrační válce, jeřáby a grejdry firmy XCMG.